# Етир (футбольний клуб)
Футбольний клуб «Етир» (Велико-Тирново) або просто «Етир» (болг. ФК Етър (Велико Търново)) — професіональний болгарський футбольний клуб із міста Велико-Тирново, створений у 1924 році, розформований — 2003 року.

## Хронологія назв
- 1924 - «Етир» (Велико-Тирново)
- 1946 - «Трапеція» (Велико-Тирново)
- 1948 - «Ударник» (Велико-Тирново)
- 1950 - «Червоно знаме» (Велико-Тирново)
- 1952 - «Спартак» (Велико-Тирново)
- 1954 - ДНА (Велико-Тирново)
- 1957 - ДФС «Етир» (Велико-Тирново)
- 1986 - ФК (Велико-Тирново)
- 2003 - Розформування

## Історія

### Ранні роки
ФК «Етир» було створено в 1924 році шляхом об'єднання існуючих до цього клубів: «Молодіжного спортивного клубу», «Слави», «Фенікса», «Вікторії» та ще трьох клубів. Назву клубу було обрано після тривалих суперечок як компромісний варіант — об'єднана команда отримала слов'янську назву річки Янтра — «Етир», яка означає «швидкоплинна вода». У 1926 році клуб вперше взяв участь у національному чемпіонаті. У період з 1946 по 1957 рік носила назви «Трапезіца», «Ударнік», «Червено знамє», «Спарта» та «ДНА». У зв'язку з будівництвом стадіону «Івайло», з 1954 по 1958 рік, домашні поєдинки клуб з Велико-Тирново проводив на стадіоні «Спартак». З 1969 року, з двома невеликими перервами в 1975—1979 та 1980—1981 роках, клуб виступав у Професіональній футбольній групі А. У 1974 році «Етир» виступав у Кубку УЄФА, але був обіграний «Інтером».

### На міжнародному рівні
На міжнародній арені «Етир» представляв Болгарію набагато більше, ніж коли-небудь — у 1982 році в Індонезії команда виграла престижний турнір. У 1983 році, команда яка виступала в групі Б національного чемпіонату, взяла участь у турнірі, який проходив у Португалії. У своєму дебютному сезоні в Кубку Інтертото «Етир» на груповому етапі посів перше місце, випередивши команди зі Швеції, Чехословаччини та Нідерландів. Найуспішнішими в історії клубу стали 1989—1991 роки, коли команда двічі завоювала бронзові медалі чемпіонату Болгарії (1989 та 1990), двічі виходила до півфіналу кубку Болгарії (1990 та 1991), а також чемпіонство в національній першості (1991 рік) та перемога в останньому розіграші кубку БФС (Колишній кубок Радянської Армії). У ці роки в команді грали такі відомі футболісти: Трифон Іванов (1983-1988), Красимир Балаков (1983-1990), Іліян Кір'яков (1984-1991), Бончо Генчев (1987-1991), Цанко Цвєтанов, Ніколай Донєв та Еміль Дімітров. Старшим тренером команди-чемпіона був Георгі Васілєв, а помічник тренера — Стоян Петров.

### Виліт з групи «А» та втрата професіонального статусу
У 1998 році «Етир» вилетів до групи «Б», а в 2000 році опинився ще нижче, в групі «В». З 2003 року доросла чоловіча команда клубу не функціонує, натомість продовжувала функціонувати дитячо-юнацька спортивна школа. Напередодні початку сезону 2013/14 років вона була представлена двома командами — юнаки старшого віку та діти. 17 липня 2013 року було створено команду СФК «Етир» (Велико-Тирново), яка, однак, не є правонаступником «Етира».

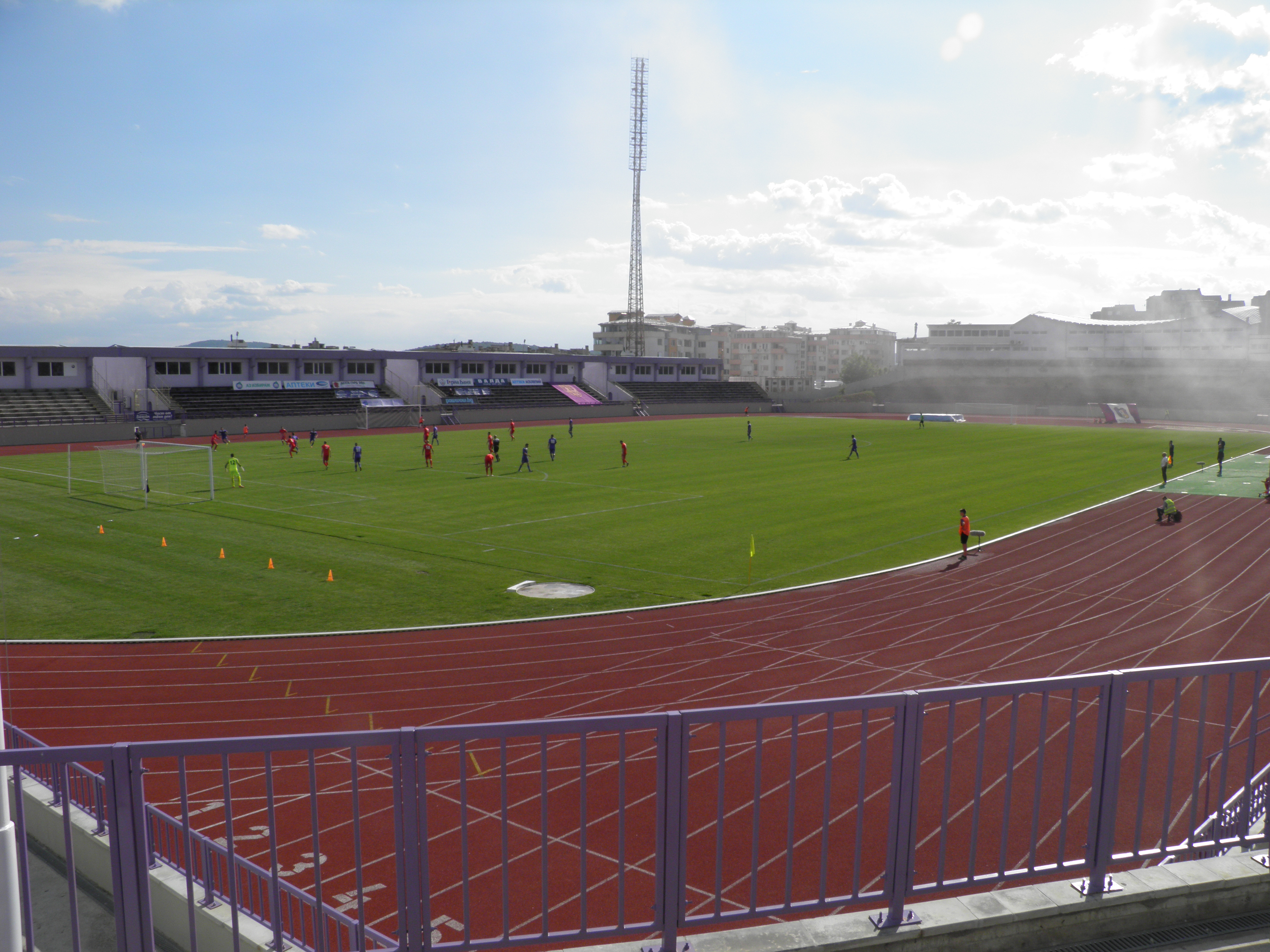
Матч команди проти ФК «Царско село»

## Досягнення
- Професіональна футбольна група А
  -  Чемпіон (1): 1991

- Кубок БФС
  -  Володар (1): 1991

- Кубок ПФЛ
  -  Володар (1): 1995

- Кубок Інтертото
  -  Володар (1): 1987

- Болгаро-Італійський кубок
  -  Володар (1): 1988

## Виступи в єврокубках
Кубок УЄФА, Ліга чемпіонів та Кубок Інтертото
| Сезон   | Турнір          | Етап    | Країна     | Раунд          | Вдома | На виїзді | Результат |  |
| ------- | --------------- | ------- | ---------- | -------------- | ----- | --------- | --------- |  |
| 1974–75 | Кубок УЕФА      | 1 раунд | Італія     | Інтернаціонале | 0:0   | 0:3       | 0:3       |  |
| 1991–92 | КЄЧ             | 1 раунд | Німеччина  | Кайзерслаутерн | 1:1   | 0:2       | 1:3       |  |
| 1995    | Кубок Інтертото | група 9 | Румунія    | Чахлеул        | –     | 0:2       | –         |  |
| 1995    | Кубок Інтертото | група 9 | Чехія      | Бобі (Брно)    | 3:2   | –         | –         |  |
| 1995    | Кубок Інтертото | група 9 | Нідерланди | Гронінген      | –     | 0:3       | –         |  |
| 1995    | Кубок Інтертото | група 9 | Бельгія    | Беверен        | 1:2   | –         | –         |  |

## Відомі гравці
До списку потрапили гравці, про яких є стаття в українській вікіпедії
- Красимир Балаков
- Здравко Здравков
- Александр Младенов
- Йордан Петков
- Александр Томаш
- Ангел Червенков
- Сергій Доронченко
- Павло Матвійченко
- Олександр Моргун
- / Іван Шарій
- // Ігор Кислов
- Шаєсте Файсал